# Феминизм в Мексике
Феминизм в Мексике — идеология и деятельность, направленная на защиту и расширение политических, экономических, личных и социальных прав мексиканских женщин. Термин «феминизм» вошёл в употребление в Мексике в конце XIX века и получил широкое распространение среди элит в начале XX века .
Историю феминизма в Мексике с оговорками можно хронологически разделить на несколько периодов. Что касается колониального периода, некоторые числа были переоценены в современное время и могут считаться частью истории феминизма в Мексике. После обретения независимости страны в начале XIX века возникли требования о признании женщин гражданами. В конце XIX века наблюдалось стремительное развитие феминизма как идеологии. Создавались либеральные реформы для доступности светского образования как для девочек, так и мальчиков; также женщины получили возможность работать в сфере образования. Они были в авангарде феминизма, формируя группы, критиковавшие институализированный сексизм в юридической, образовательной, экономической и политической сферах.
Исследователями уделяется большое внимание Революционному периоду (1915—1925), хотя гражданство женщин и юридическое равенство не были главными проблемами, с которыми боролось революционное движение. Вторая волна (1968—1990, пик в 1975—1985 годах) и период после 1990 года также привлекли значительное внимание учёных. Мексиканский феминизм выступал за гендерное равенство, при этом женщины из среднего класса взяли на себя ведущую роль в формировании феминистских групп, издании журналов для распространения феминистской мысли и других форм активизма. В 1947 году мексиканские женщины получили право голосовать на муниципальном уровне, в 1953 — на национальном. В 1990-х годах возник вопрос о правах женщин в общинах коренных народов, особенно во время восстания сапатистов в Чьяпасе. Репродуктивные права до сих пор являются проблемой, особенно с 1991 года, когда католическая церковь в Мексике больше не имеет ограничений конституцией на участие в политической деятельности.